# Jonathan Rhys Meyers
Jonathan Rhys Meyers, geboren als Jonathan Michael Francis O'Keeffe (Dublin, 27 juli 1977) is een Iers acteur en Golden Globe-winnaar.
Hij heeft onder meer gespeeld in Alexander, Bend It Like Beckham, Match Point en Mission: Impossible III. Vanaf 2008 speelde hij Hendrik VIII van Engeland in de televisieserie The Tudors en vanaf 2013 had hij een hoofdrol in de serie Dracula. Hij is ook een van de gezichten van het parfum Hugo.

## Biografie

### Jonge jaren
Meyers' naam is afgeleid van de geboortenaam van zijn moeder (Myers). Hij werd geboren met een hartafwijking en werd snel na zijn geboorte gedoopt uit vrees dat hij de doopceremonie niet zou halen. De eerste maanden van zijn leven bracht hij door in het ziekenhuis.
Een jaar na zijn geboorte verhuisde het gezin naar County Cork. Toen Meyers drie was, verliet zijn vader het gezin. Meyers heeft drie broers. Zijn moeder voedde hem en zijn broers op in het landelijke Cork met weinig geld.
Meyers werd op zestienjarige leeftijd van school gestuurd omdat hij te veel rondhing in een speelhal.

### Privéleven
Van 2004 tot 2012 had Meyers een knipperlichtrelatie met erfgename Reena Hammer. Hammer is de dochter van George en Ruby Hammer, eigenaren van Harrods Spa en medebedenker van Ruby & Millie-make-up.

## Filmografie
- A Man of No Importance (1994)
- The Killer Tongue (1996)
- The Disappearance of Finbar (1996)
- Michael Collins (1996)
- Samson and Delilah (1996)
- The Tribe (1996)
- The Maker (1997)
- Telling Lies in America (1997)
- The Governess (1998)
- Velvet Goldmine (1998)
- The Loss of Sexual Innocence (1999)
- B. Monkey (1999)
- Ride with the Devil (1999)
- Titus (1999)
- Gormenghast (2000)
- Prozac Nation (2002)
- Tangled (2001)
- Happy Now (2002)
- The Magnificent Ambersons (2002)
- Bend It Like Beckham (2002)
- The Tesseract (2002)
- Octane (2002)
- I'll Sleep When I'm Dead (2003)
- The Emperor's Wife (2003)
- The Lion in Winter (2003)
- Vanity Fair (2004)
- Alexander (2004)
- Elvis (2005)
- Match Point (2005)
- Mission: Impossible III (2006)
- August Rush (2007)
- The Children of Huang Shi (2008)
- A Film with Me in It (2008)
- Shelter (2010)
- From Paris with Love (2010)
- Albert Nobbs (2011)
- The Mortal Instruments: City of Bones (2013)
- Dracula: Dracula / Alexander Grayson (2013)
- Wifelike (2022)